# Museo Etnológico del Montseny
El Museo Etnológico del Montseny (MEMGA), ubicado en el centro de la localidad española de Arbucias, en Gerona, ha sido concebido, desde sus inicios en 1985, como un centro de conservación, difusión e investigación del patrimonio cultural del macizo del Montseny. La relación entre las personas y el medio, y los mecanismos que intervienen en esta relación, son el marco principal de sus líneas de trabajo, así como la implicación en la dinamización cultural, social y económica de su territorio. Forma parte de la Red de Museos Locales de Cataluña-Gerona.
Situado en un edificio del siglo XVII totalmente restaurado y adaptado, el MEMGA dispone de una superficie de 1.800 metros cuadrados. En sus quince salas de exposición permanente, el visitante puede observar los testigos materiales de las diferentes comunidades humanas que a lo largo de la historia han poblado el macizo.
De sus colecciones, destacan las muestras de oficios artesanales y de la primera industrialización, y un fondo de materiales arqueológicos de los siglos XIV-XVI, testigo en su mayor parte de la vida cotidiana de las personas que durante este periodo habitaron el castillo de Montsoriu. El museo incluye las proyecciones de Las mujeres de agua y Leyendas del Montseny.

## Historia

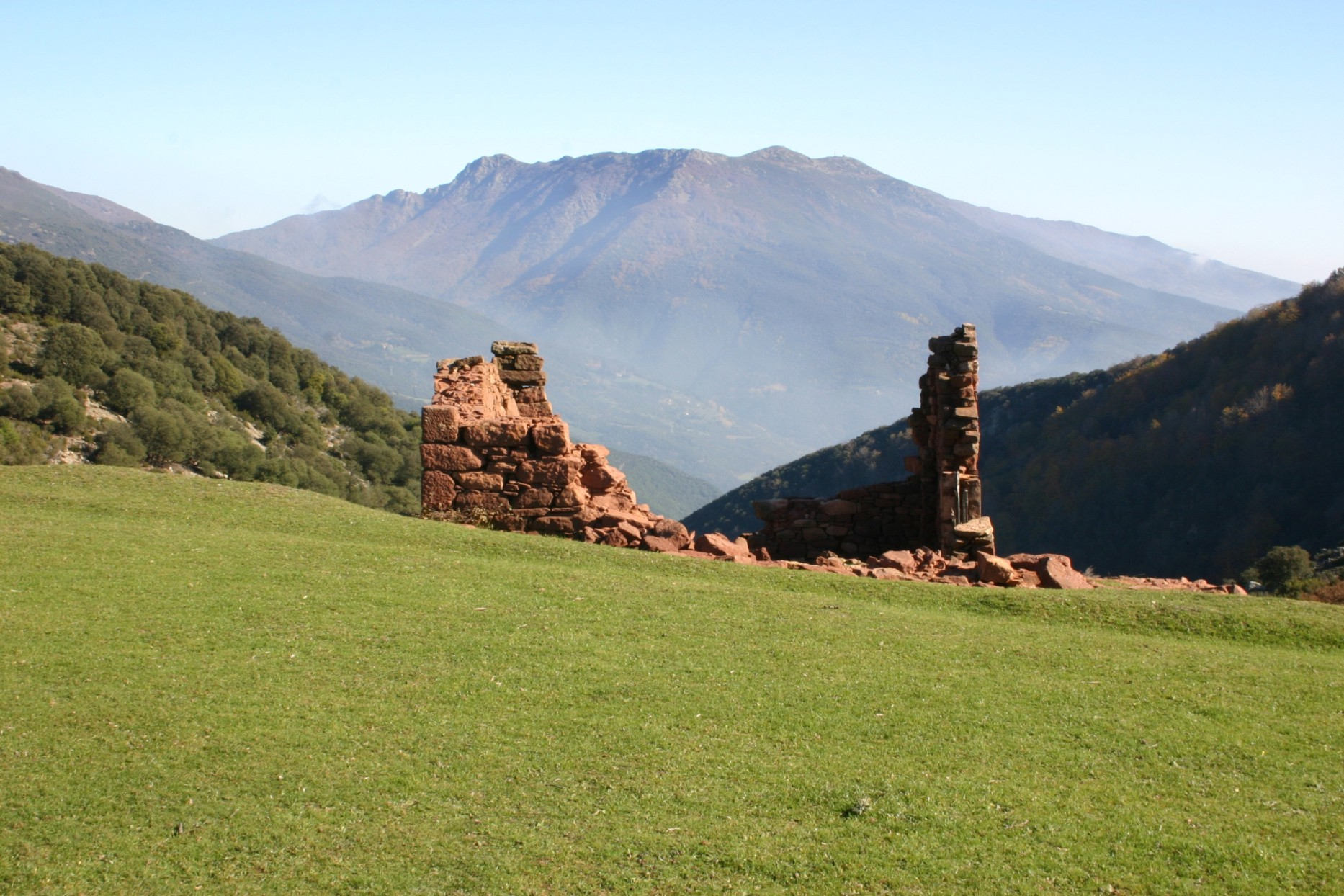
El Llano de la Calma

El museo está ubicado en un edificio denominado La Gabella. El nombre proviene de un antiguo impuesto, la gabella, que se cobraba sobre ciertos artículos de primera necesidad y, por extensión, se utilizaba para designar los almacenes donde se guardaban estos productos.
Documentada su existencia desde el siglo XVII, se trata de una casa solariega de planta cuadrada y tejado de cuatro vertientes. El edificio consta de planta baja, dos pisos y altillo. La planta baja estaba formada por una nave central y dos crujías cubiertas con diferentes tipos de vueltas: vueltas catalanas o de ladrillo plano, vueltas de ladrillo o también con vuelta de cañón de masonería. La crujía derecha fue segregada el siglo pasado formando una nueva edificación, a pesar de que en la actualidad se ha vuelto a incorporar al edificio.
La función de la Gabella varió con el paso del tiempo. De almacén de productos básicos pasó, durante el siglo XVIII, a Hostal de la Villa para viajeros ocasionales y mendigos. A finales del siglo XIX se convirtió en casa solariega de la familia Pagès hasta que fue abandonada al empezar la Guerra Civil. Finalmente, en 1970 el Ayuntamiento de Arbucias compró el edificio.
En un primer momento se usó como almacén pero, ya a partir del año 1979, se le empezó a dar un uso cultural. Así, aquel año se formó el grupo Recerques con el fin de recuperar el patrimonio y la historia local. Tomando como referencia la creación de un Centro Cultural, sus miembros fueron pioneros tanto en la recogida de material etnológico como en la recopilación de documentación fotográfica y oral del área del Montseny.
Todo este material constituye la base de las colecciones del MEMGA. El grupo Recerques sobrevivió hasta el año 1983, cuando se creó la Fundación Pública Museo Municipal de Arbucias. Finalmente, el mes de mayo de 1985 se inauguró la primera fase del Museo y justo dos años más tarde la segunda, constituyendo la base del actual MEMGA.
La visita de sus instalaciones permite observar los mecanismos de la evolución cultural, en permanente proceso de formación, en el área del Montseny, además de contribuir a una visión diversa de la realidad cultural.
Actualmente, el Museo Etnológico del Montseny forma parte de la Red de museos para la difusión del Patrimonio Etnológico de Cataluña, impulsada por el Departamento de Cultura de la Generalidad de Cataluña, así como de la Red de Antenas del Observatorio para la Investigación Etnológica del Centro de Promoción de la Cultura Popular y Tradicional Catalana. En 2011, el MEMGA fue también miembro fundador de la Asociación de Museos de Territorio y Sociedad.

## Recorrido actual

### Primeros pobladores

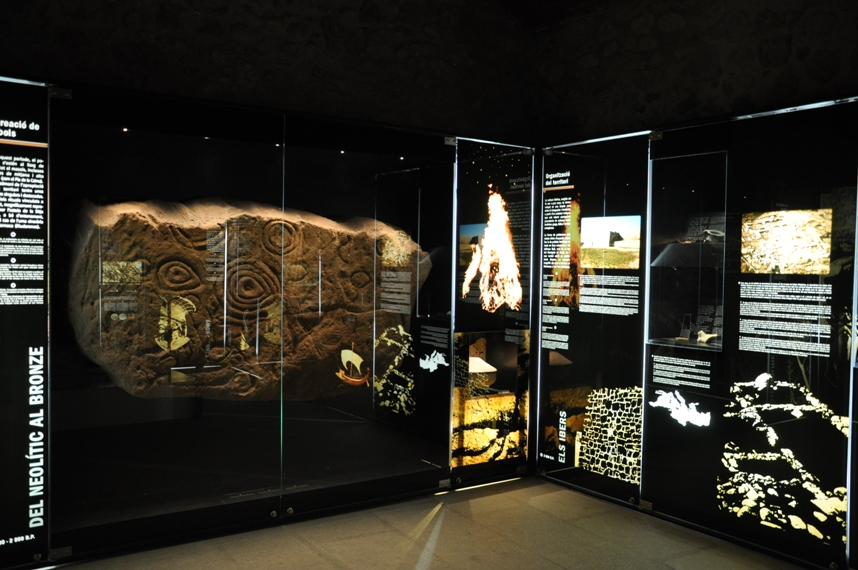
El poblado antiguo

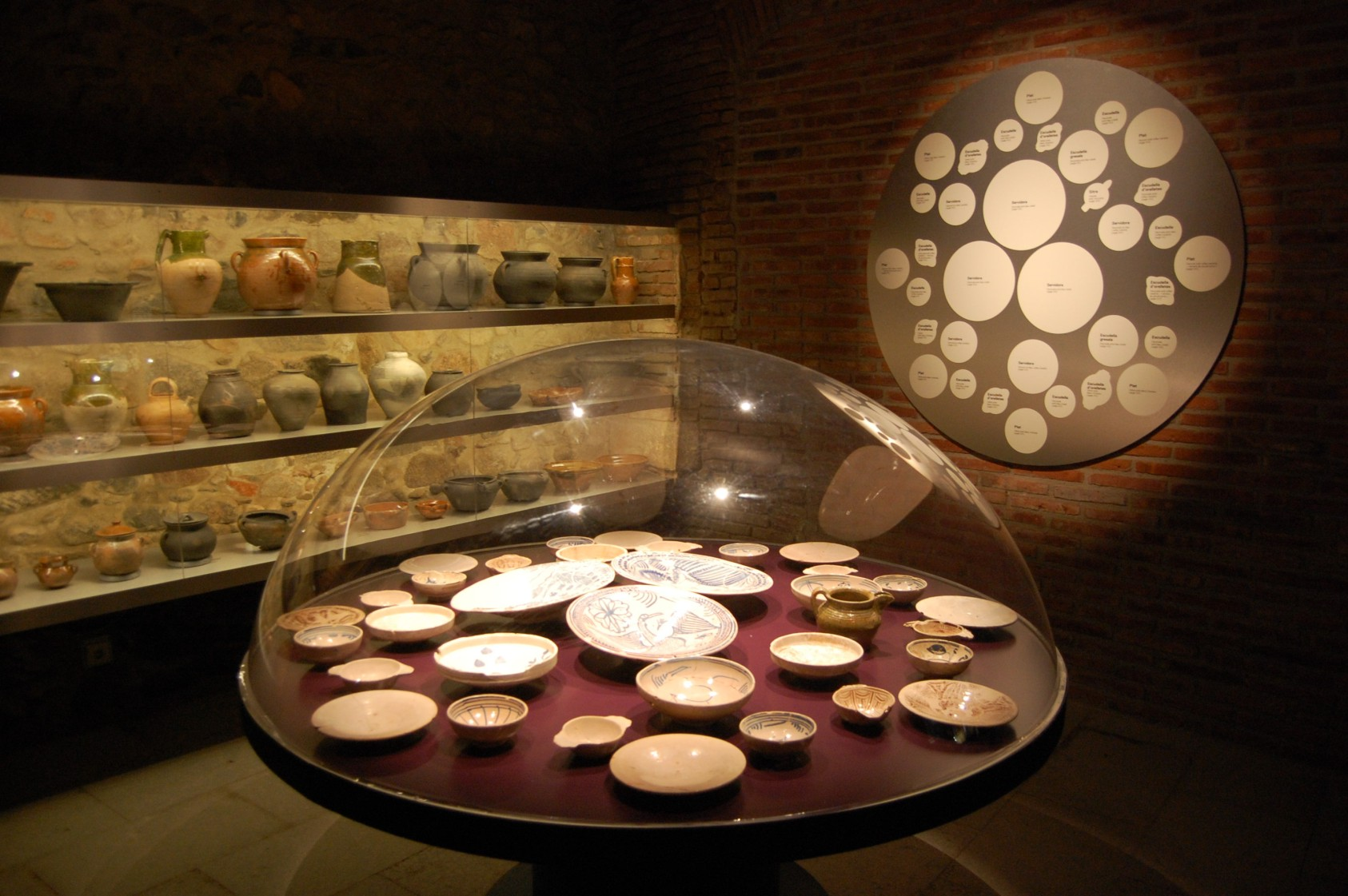
La sociedad medieval

En la planta baja, el museo muestra la evolución de las formas de vida en el Montseny a lo largo de la historia. A través de los objetos que las diferentes comunidades nos han dejado, permite al visitante hacer un viaje en el tiempo para conocer la vida en la prehistoria, el mundo ibero y romano y muestra como se ha producido la transformación del paisaje del Montseny, interpretado en gran medida como el resultado de un largo proceso de interacción entre las personas y el medio. Entre los objetos que se exponen hay que destacar la astilla levallois (el resto material fruto de la actividad humana más antiguo recuperado en el Montseny, datada aprox. 80.000 aC), encontrada en la riera de Breda; la reproducción de la estela megalítica del Silo del Lobo; los restos del manso íbero de Can Pons o la reproducción de uno de los Vasos Apolinares.
En la Edad Media el Montseny vivió un proceso de transformaciones económicas y sociales que acabaron definiendo un nuevo modelo de organización: el feudalismo, que en el caso del Montseny tendría, en el Castillo de Montsoriu, del siglo XIV, y en los vizcondes de Cabrera, uno de sus ejemplos paradigmáticos. La sala dedicada a Montsoriu permite conocer el mejor castillo gótico de Cataluña a partir de una selección de los objetos recuperados durante las intervenciones arqueológicas y de la recreación del castillo en una gran maqueta de la fortaleza. El audiovisual El castillo de Montsoriu permite conocer la historia de este monumento. 
Dentro de las colecciones de objetos de época medieval que el MEMGA conserva, hay que destacar especialmente un importante fondo de objetos correspondientes a los siglos XV y XVI: ollas, acetres, jarras, jarrones, platos, escudillas,... procedentes tanto de talleres catalanes como valencianos e italianos, como es el caso de los diferentes platos de decoración policroma importados de la población toscana de Montelupo o las copas de vidrio, monedas e incluso dos flautines de hueso.

### La sociedad tradicional

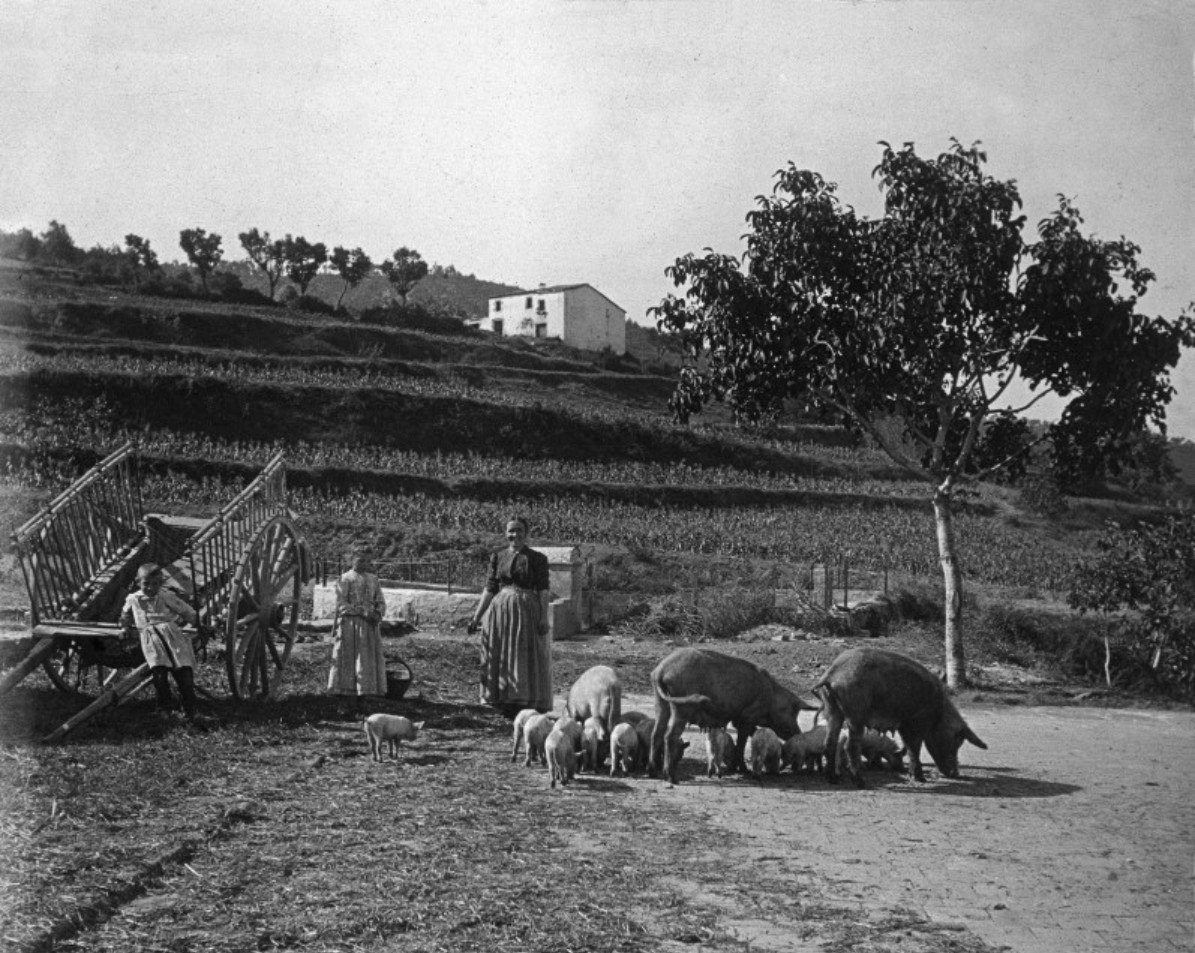
La sociedad tradicional

La primera planta del museo está dedicada a mostrar y explicar el funcionamiento de la que se denomina sociedad tradicional de 
autoabastecimiento. Este modelo de sociedad, con raíces en la época medieval, se estructuraba alrededor del manso, a partir del cual se explotaba el territorio y se organizaba la sociedad. Era una sociedad basada en la autonomía económica, y la agricultura, la ganadería y la explotación forestal fueron sus fundamentos.
Durante el siglo XIX estos eran todavía los ejes económicos del Montseny, pero a mediados del siglo XX se inició un proceso de abandono de los mansos que culminó en la década de 1980 y supuso la desaparición de la mayoría de las actividades que habían definido económicamente el mundo tradicional.

### La industrialización

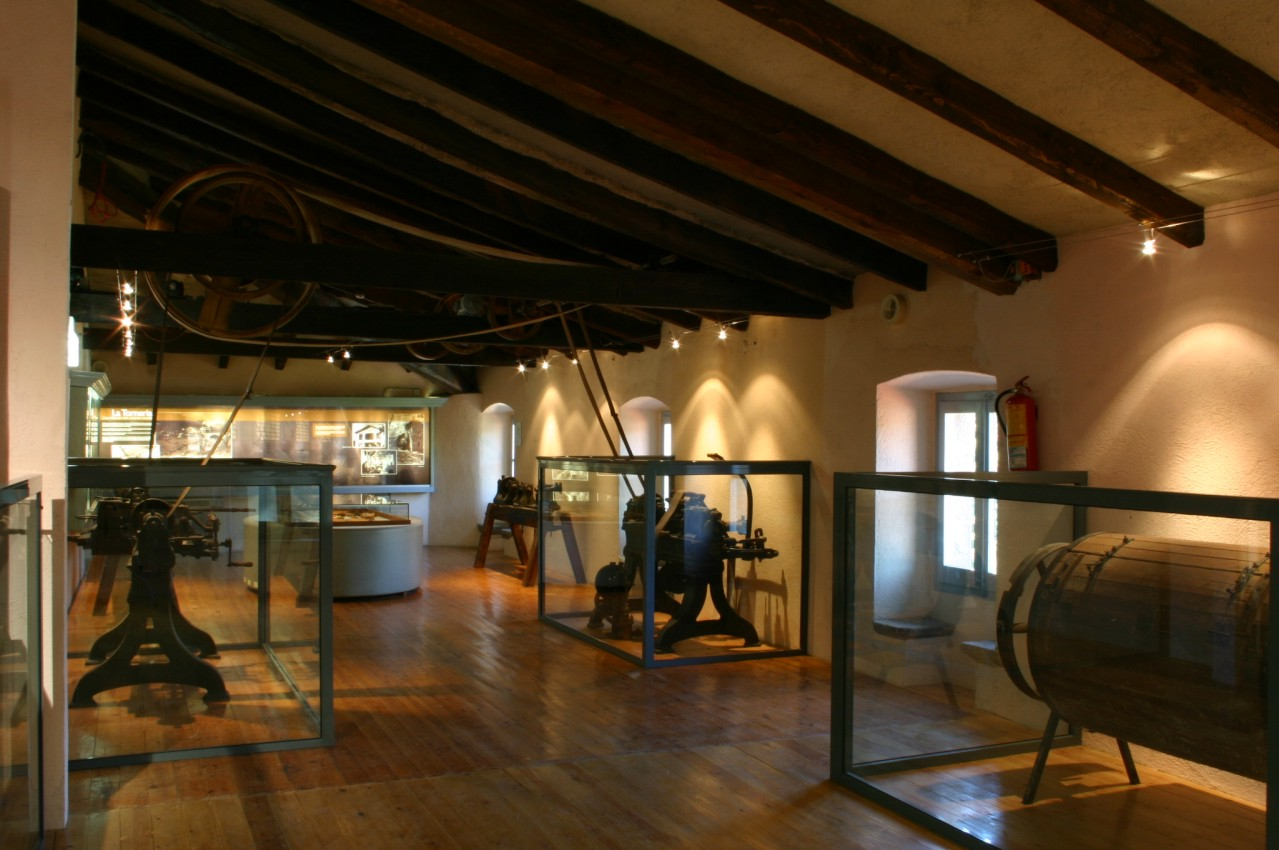
La industria de la tornería

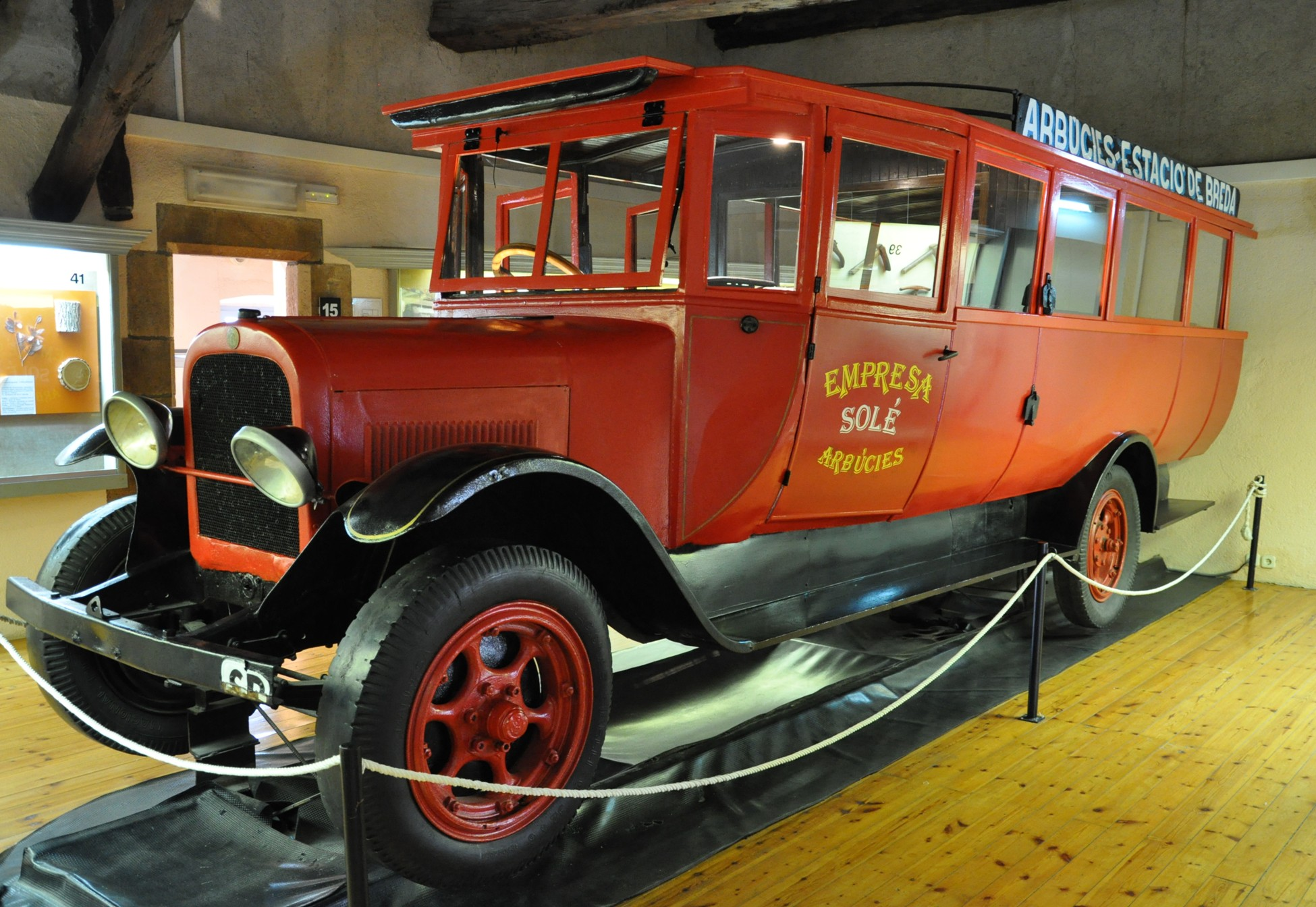
La industria carrocera

A finales del siglo XIX y principios de siglo XX el Montseny experimenta el último gran cambio en las formas de vida motivado por el proceso de industrialización del país. Este proceso supuso grandes transformaciones en todos los ámbitos de la sociedad montsenyense a nivel económico y social, pero también en aspectos culturales como el ocio. La última planta del Museo está dedicada a explicar estos cambios, conocer las primeras industrias y ver su vinculación con el medio, ejemplificado en el caso de Arbucias. En este modelo de industrialización, que tiene un marcado carácter autóctono y unas raíces artesanales,  destacan sobre todo las carrocerías de autocar, la tornería de madera y el sector textil. Estas primeras actividades industriales tenían una fuerte vinculación con el medio, ya sea por la utilización de la madera como materia prima o por el papel fundamental que jugó el agua como fuente de energía.

## Elementos destacados
- Maqueta del Castillo de Montsoriu. Maqueta elaborada en fibra de vidrio que muestra como era el castillo Montsoriu en el siglo XIV, en el momento de su máximo esplendor, en plena época gótica. La maqueta es el elemento central de la sala del mundo medieval y a su alrededor se presentan los objetos de la vida cotidiana del castillo. La presencia y significación de Montsoriu en el museo quiere mostrar también la implicación de esta institución en la recuperación, investigación y divulgación del patrimonio cultural de su territorio.[10]
- Copa de vidrio soplado blanco translúcido, con pie circular ligeramente cónico, anilla hecha a molde y asas molduradas, correspondiente a la primera mitad del siglo XVI. Forma parte de un grupo de treinta objetos de vidrio de un conjunto de más de cuatrocientas piezas arqueológicas procedentes del castillo de Montsoriu en la Edad Moderna, formado por vajilla de mesa, objetos de cocina y despensa, vidrio, metal y restos de fauna; un conjunto excepcional por la cantidad, variedad y buena conservación del fondo.[11]
- Plato de Montelupo: Plato de loza italiana del primer cuarto del siglo XVI, esmaltado en estaño y decorado en policromía: flor central y orla de doble cinta entrelazada formando estrella de nueve puntas. Esta pieza forma parte del extraordinario conjunto de más de cuatrocientos objetos descubiertos el 2007 durante las excavaciones arqueológicas del castillo de Montsoriu. Este plato procedía de uno de los prestigiosos talleres de Montelupo, en la Toscana.[12]
- Flautín de los hermanos Clapés- Instrumento musical hecho en torno, de madera de azufaifo con virolas de latón y cinco agujeros delante y tres detrás, construido por Andreu Serra y Callicó (1882-1956), conocido como en Való d'Arbúcies, y que pertenecía a los hermanos Clapés, flautineros. Arbucias fue centro productor de flautines artesanos y abastecía la zona conocida como rodal d'Arbúcies, donde tocaban flautineros de abstracción payesa en las fiestas mayores, caramellas, gozos .. hasta casi 1960. Desde 1985, la Fiesta del Flautín ha permitido recuperar esta rica tradición.[13]
- Albarda- Silla de carga de principios del siglo XX, construida en madera, cuero, tejido, lana y metal, utilizada para los mulos (cruce de yegua y asno). La pieza está formada por una estructura de madera con dos cestos laterales, y se apoya sobre una almohada de lana y paja revestida de tejido y cuero. El basto se vincula, en el Montseny, al oficio de guarnicionero (que lo elaboraba) y al de porteador (oficio vinculado a las tareas forestales de desemboscar los productos de los carboneros, areros, peladores de corcho y leñadores).[14]
- Rollo- Fajo de renuevos de castaño ligados en forma redonda. El rollo era el paquete con el que se transportaban los renuevos hasta ser utilizados para la fabricación de recipientes o botas de madera. El rollo (rodell en catalán) da nombre al oficio de arero (roder), muy extendido en la montaña de La Selva (Montseny-Guilleries) y del Montnegre. El arero era un oficio forestal que trabajaba en los latizales de castaño y que a principios del siglo XX tuvo un carácter reivindicativo en los sindicatos.[15]
- Tartana- Carruaje de dos ruedas, con vela y asientos laterales, de tracción animal y destinada al transporte de personas. La tartana o carreta de viaje fue construida en 1917 y es el elemento central de la sala donde se expone el oficio del carretero, génesis de los primeros carroceros de coches de tracción mecánica, que permitió a Arbucias convertirse en la principal población carrocera del país.[16]
- Ómnibus - Vehículo de transporte de once plazas carrozado en el año 1923 en Arbucias, sobre un motor y chasis Chevrolet. Estuvo en funcionamiento durante cuarenta años, hasta que las carrocerías metálicas con tubo de hierro substituyeron a las de madera y semimetálicas por el ahorro de peso que suponían. La industria carrocera de Arbucias se ha convertido en uno de los motores económicos de la población. Con el característico color rojo de la compañía Solé, es un icono del museo y una de las piezas más recordadas por los visitantes.[17]
- Torno mecánico- Torno mecánico que imprimía un movimiento de rotación sobre una pieza de madera, la cual se redondeaba apoyándole una herramienta cortante. Este torno procede de la tornería Can Casadesús de Arbucias, fundada en 1898 y que producía canillas y lanzaderas para la industria textil. El torno se montó con las transmisiones (correas y poleas) originales, de manera que se puede accionar y poner en funcionamiento.[18]

## Actividades
El Museo Etnológico del Montseny dispone de una serie de itinerarios, talleres, visitas y actividades pedagógicas para difundir los aspectos culturales del macizo del Montseny, dando una visión de los diferentes usos de la montaña, desde una perspectiva histórica, tradicional y actual.
Una de las prioridades del museo es ofrecer a la comunidad educativa herramientas para que los grupos escolares puedan entender y aprender los aspectos clave del poblamiento humano del macizo del Montseny a lo largo de la historia. Esta oferta se estructura alrededor de distintos itinerarios y talleres pedagógicos: Montseny Natura, Montseny Industrial, Montseny Monumental, la riera y el bosque de ribera, los oficios tradicionales...

## Documentación e investigación
El museo dispone de un área de documentación e investigación, donde hay información y documentación disponible en varios formatos. Las temáticas principales son el parque natural del Montseny, Arbucias, la museología, el patrimonio cultural y la gestión ambiental.
El área de Documentación del Museo Etnológico del Montseny está formada por el Centro de Documentación del parque natural del Montseny –sección humanidades-, creado el 1989, así como por el Archivo Histórico Municipal de Arbucias (AHMA), que incorpora en sus fondos el Archivo Fotográfico Histórico y el Archivo Fotográfico de Actividades Municipales, y la Mediateca del MEMGA (biblioteca especializada, fonoteca, DVD, Video....)
El Centro de Documentación se creó el 1989 en convenio con la Diputación de Barcelona y la Diputación de Gerona, y dispone de más de cinco mil documentos entre libros, artículos, revistas, fotografías, documentos sonoros y mapas referidos a los aspectos del patrimonio histórico-cultural y natural del macizo del Montseny. Forma parte de la red de Centros de Documentación de Espacios Naturales Protegidos de Cataluña y de la Red de Centros de Información y Documentación Ambiental (RECIDA) del Estado español.
La investigación y los proyectos de investigación son uno de los pilares del Museo Etnológico del Montseny desde su creación. Así, la vocación territorial del MEMGA, manifestada a lo largo de más de dos décadas, se ha visto traducida en la definición de diferentes proyectos de investigación de alcance territorial, tanto a nivel local como nivel del Montseny.
Los Castillos del Montseny

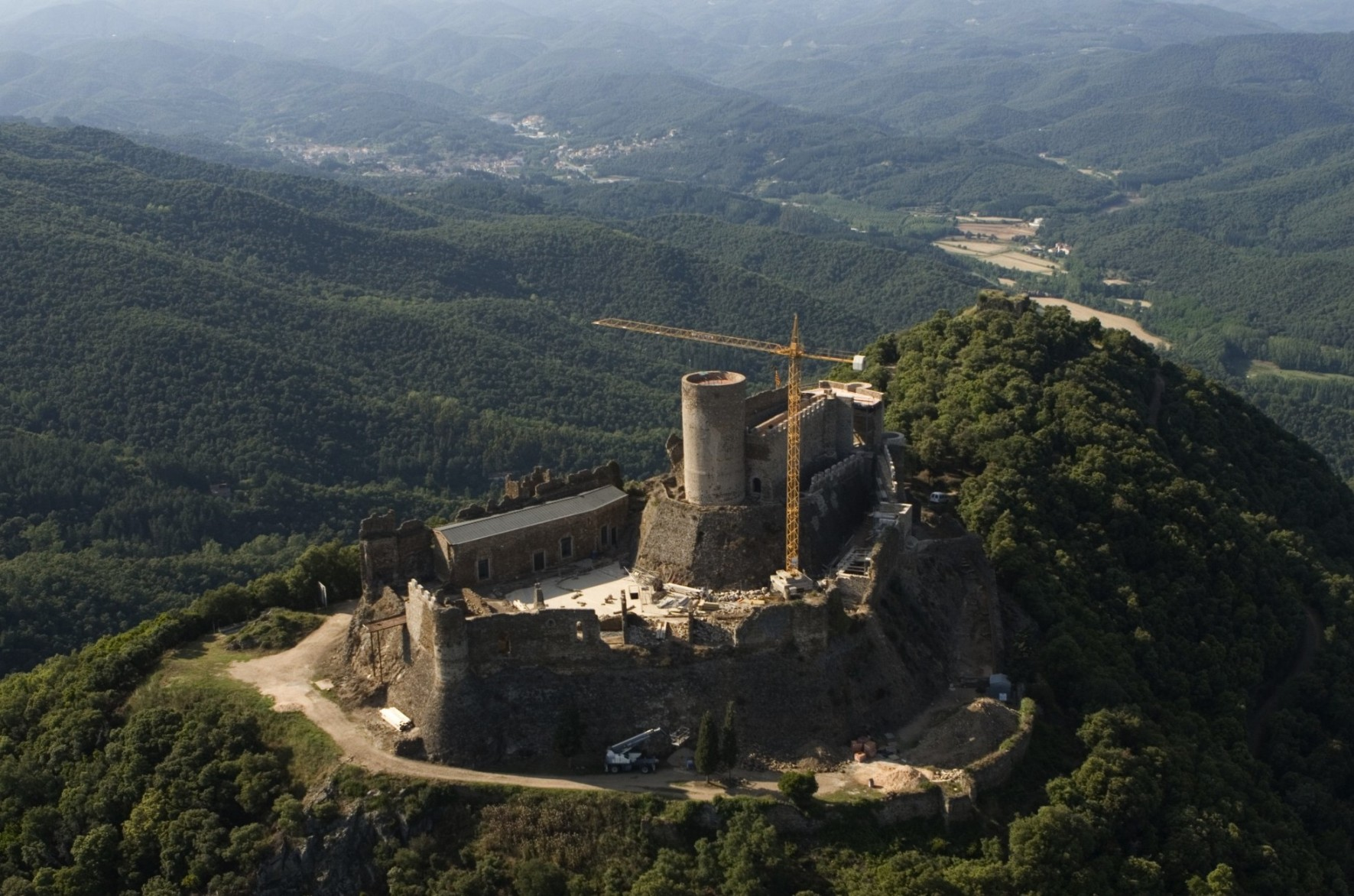
Castillo de Montsoriu

Proyecto inscrito dentro de la línea de actuación del MEMGA en el campo de la Arqueología Medieval, y específicamente en el estudio del castillo de Montsoriu. Castillos del Montseny se plantea desde una decidida vocación interdisciplinaria. No solo por la interconexión arqueología- patrimonio arquitectónico en la que se fundamenta, sino también por las posibilidades reales que comporta para las diversas ciencias auxiliares de la investigación arqueológica e histórica en general.
El proyecto consiste en el estudio de un modelo de ocupación del territorio y de poblamiento en la Alta Edad Media centrado en el castillo de Montsoriu (Arbucias - Sant Feliu de Buixalleu, la Selva), pero también ha actuado en el cerro de Torre de Mora (Sant Feliu de Buixalleu), interesante yacimiento ibérico y torre del Alta Edad Media del siglo IX. Futuros trabajos permitirán conocer yacimientos de alto interés arqueológico e histórico como la Torre d'en Pega o domus de Busquets (Riells y Viabrea, La Selva) y la torre de Monfort (Riells y Viabrea – Arbucias, la Selva), entre otras.
Dentro de este proyecto, los trabajos de investigación arqueológica e histórica del castillo de Montsoriu (1993-2010) han aportado importantes resultados de carácter científico, y han convertido Montsoriu, considerado el mejor castillo gótico de Cataluña, en un referente en el ámbito nacional.
IPEC – Montseny
El Inventario del Patrimonio Etnológico del Montseny (1995-1999) realizado por el MEMGA bajo el encargo del Centro de Promoción de la Cultura Popular y Tradicional Catalana de la Generalidad de Cataluña es uno de los proyectos base del Museo. El resultado de este inventario fue la creación de una base de datos de patrimonio etnológico del macizo con más de 3.500 elementos inventariados, de los cuales 1.082 corresponden a bienes inmuebles.
En los últimos años, este inventario ha tenido continuidad a través de diferentes trabajos de investigación, como el estudio sobre los usos tradicionales del agua en el Montseny, publicado dentro de la colección Temas de Etnología de Cataluña, con el título de Torderades i eixuts, los usos tradicionales del agua en el Montseny, o bien El mas al Montseny, la memoria oral, investigación llevada a cabo conjuntamente con el Departamento de Antropología de la Universidad de Barcelona.
El Manso en el Montseny

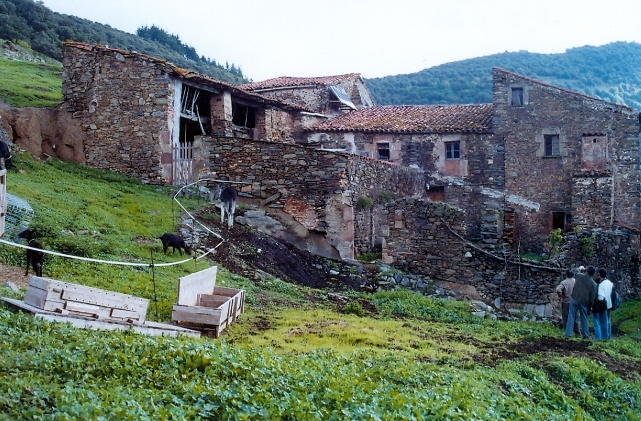
El manso en el Montseny

Con esta investigación se pretende llevar a cabo un trabajo de síntesis sobre el manso en el macizo del Montseny, analizándolo desde diferentes ópticas. El libro El manso en el Montseny: la memoria oral es el primer resultado de un amplio trabajo de investigación que se está llevando a cabo desde el año 2001 en el macizo del Montseny, coordinado por el Museo Etnológico del Montseny (Arbucias) y el Grupo de Estudios sobre Familia y Parentesco de la Universidad de Barcelona, con la colaboración del Taller de Patrimonio Arquitectónico de la Universidad Politécnica de Cataluña. No se trata de un trabajo cerrado, sino que se continúa trabajando en él y ente los próximos meses y años se publicarán otros aspectos del manso: la memoria gráfica, la arquitectura, la estructuración del espacio... 
El estudio del manso en el Montseny fue elegido, por su trascendencia, para comprender la dinámica de esta sociedad y los procesos de transformación. Cómo en muchas sociedades agrícolas y ganaderas, el grupo doméstico (el manso en este caso) ha sido una institución básica de la sociedad y un elemento central de la vida a lo largo de los siglos. El manso, por las múltiples dimensiones que presenta (arquitectónica, demográfica, económica, social, jurídica y simbólica), constituye una unidad de análisis privilegiado de la sociedad y la cultura del macizo del Montseny, tanto en el pasado como en el presente. Es uno de los principales elementos configuradores del paisaje y, desde hace mil años, ha constituido uno de los elementos más característicos de la ocupación humana del macizo.
Juego tradicional en el rodal de Arbucias
El núcleo central de este proyecto es un amplio trabajo de investigación sobre el juego tradicional (1900–1940), coordinado por el Museo Etnológico del Montseny con la colaboración de la Asociación de Jubilados y Pensionistas de Arbucias y financiado por la Fundación “la Caixa” con motivo del Año Intergeneracional (1993), en el que participaron más de un centenar de personas de todas las edades. El material recopilado en esta investigación ha servido para hacer estudios sobre el juego y el ocio y también de otros muchos aspectos de la vida de los entrevistados: escolarización, relaciones familiares, fiestas, entorno, trabajo, economía,...
Los resultados han sido publicados por el Museo Etnológico del Montseny en un formato de DVD interactivo con casi 340 juegos y juguetes de carácter tradicional recopilados durante la investigación además de los datos de todos los tertulianos.
Otras investigaciones
De forma paralela a los proyectos de investigación en el ámbito del Montseny, se han generado otros proyectos de recuperación patrimonial de ámbito local.
- Recuperación del patrimonio industrial de la riera de Arbucias.
El proyecto de recuperación del patrimonio industrial de la riera de Arbucias es un proyecto nacido del IPEC - Montseny y vinculado al estudio de los usos tradicionales del agua. El proyecto, que arranca también de la adquisición por parte del Ayuntamiento de Arbucias de dos edificios situados en el casco urbano (Can Delfí y la Fragua del Roquer), se centra en la creación de un itinerario cultural de casi 2 km de largo en el curso urbano de la riera de Arbucias y centrado en los usos seculares del agua.
Proyecto que, por un lado, significa la recuperación de los vestigios de los edificios industriales de finales del siglo XIX y comienzos del XX que todavía perviven a nuestra villa (molino del Roquer, Fragua de aram, balsa, regueras y esclusas...), y por otro lado significa una reordenación urbanística de gran calado y la recuperación definitiva de la riera de Arbucias como espacio de ocio y vivencial de nuestros ciudadanos.
- Proyecto de recuperación de los paisajes y cultivos tradicionales.

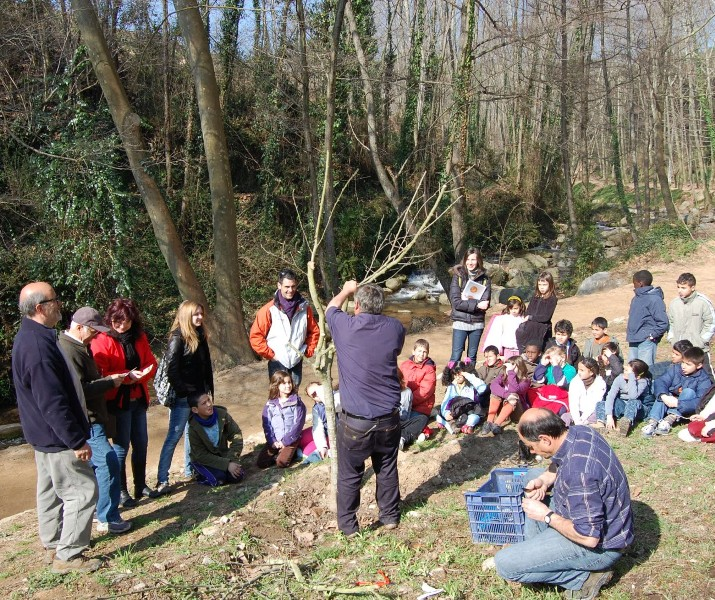
El pomar de la Reserva de la Biosfera del Montseny

Conjuntamente con el área de Medio ambiente del Ayuntamiento de Arbucias, el MEMGA lleva a cabo diferentes programas de recuperación de paisajes y cultivos tradicionales, como es el caso de la Viña de la Fuente del Hierro y el prado de siega del Prado Redondo. De entre estos programas, hay que destacar El pomar del Montseny.
Se trata de un estudio etnobotánico iniciado en 1980, a partir de los trabajos de investigación de Martí Boada y Carme Rosell sobre las variedades de manzanos del territorio del Montseny, especialmente del sector nordeste, que comprenden la identificación de los manzanos, el sistemas de plantado e injertos, y la conservación de las diversas especies autóctonas del valle de la riera de Arbucias en el pomarium de la región del Montseny, situado en una bancal de guadaña cerca de la riera, y que se encuentra vinculado a un itinerario pedagógico ofrecido por el MEMGA. Actualmente, en la prospección del territorio hecho por en Rafel Villano, se han identificado y fotografiado más de 30 variedades de manzanos antiguos, de las cuales se ha recuperado más de una veintena.
Estas actuaciones, así como el programa de recuperación de bosques de ribera impulsado por el Ayuntamiento de Arbucias, merecieron el premio CILMA 2010 de la Diputación de Gerona, destinado a premiar las iniciativas más relevantes en el ámbito medioambiental de las comarcas gerundenses.

## Publicaciones
El Museo Etnológico del Montseny tiene, además de ediciones puntuales y colaboraciones con otras instituciones, dos líneas editoriales propias: la revista bianual de museología AIXA y la colección Montsoliu de monografías locales. 